# ガンスターヒーローズ
『ガンスターヒーローズ』は、1993年にトレジャーが開発し、セガがメガドライブ用ソフトとして発売したゲームソフト。かつてコナミ（後のコナミデジタルエンタテインメント）でアクションゲームなどを開発していたスタッフが独立して、新会社のトレジャーを立ち上げて製作した一作目のソフトでもある。

## 概要
サイドビュー型のアクションシューティングゲームで、プレイヤーはメインのショット攻撃とコマンド入力による特殊攻撃を使用して群がる敵を倒しながら進んで行く（攻撃方法の詳細は後述）。ステージ途中には中ボス、ステージ最後にはボスが待ち受けており、これらを倒すとステージクリアとなり次のステージへと進んで行く。画面スクロールは基本的には任意進行だが、強制スクロールのシューティングやコマンド入力だけで戦うような特殊な状況になる場合もある。
プレイヤーはプレイ開始時に「レッド」と「ブルー」のどちらかを選び（2人プレイ時でも同キャラが選択可能）、初期装備の武器を4つの中から1つ選び、序盤の4ステージの中から任意のステージを選択してスタート。武器は途中で敵を倒すことにより出現するアイテムを回収することでチェンジできる。プレイヤーはライフ制であり、画面上部に表示されるライフ数値は敵の攻撃を受けるごとに減っていく。このライフ数値が0になるとゲームオーバー。なお、減ったライフはアイテム回収やステージクリアで回復可能。また2人同時プレイ時には、一方のプレイヤーからのライフを半分もらい途中参加で戦列に加わることもできる。
コミカルなキャラクターながらも丁寧に作り込まれたゲーム内容や、高度なプログラムテクニックによる多関節のオブジェクトキャラクター、多彩で派手な演出は多くのプレイヤーから支持を集めた。
2012年3月16日に開催された、膨大な収蔵品数と展示数を誇るアメリカの国立スミソニアン博物館が世界中の優れたゲームを特別展示した「アート・オブ・ビデオゲーム展」では、Atari VCSやファミリーコンピュータからPlayStation 3まで世代別の歴代ゲーム機と4本ずつのソフトが展示された中で、メガドライブ枠では『ファンタシースターIV』などと並んで本作が選出された。2019年9月にはセガが手掛けリリースされる復刻系ゲーム機・メガドライブ ミニにプリインストールされる42作品の一つとして収録される。

## ゲーム内容

### 攻撃方法
プレイヤーはショットの武器アイテムを同時に2つまで所持でき、基本の4種類の武器を合成させることで、合計で14種類もの多彩なショット攻撃が可能。2つ所持した状態なら、合成せずに基本武器を単体で使用するも可能。
またコマンド入力によりジャンプアタック、スライディング、タックル、投げ技などの特殊攻撃も使用できる。

#### ショット攻撃
基本武器
フォース（黄）
マシンガン。単発の威力は高くないが、弾速が速く連射が効く。
ライトニング（青）
レーザー。威力が高く貫通力もある。ただし判定が狭く連射力も低め。
チェイサー（緑）
ホーミング弾。非常に高いホーミング性でほぼ確実にヒットする。単発の威力は高いが弾速が遅い。
ファイヤー（赤）
火炎放射。リーチはかなり短いが、出っぱなしで攻撃力が高く、振ることも可能。
合成武器
ジョンのマシンガンSS（黄+黄）
弾体が大きくなり、若干ブレしながら飛ぶフォース。フォースの純粋な強化版で、威力や連射性能が増しておりクセが少ない。
レーザー100（黄+青）
振ることで32方向という細かな斜角で撃ち分けられるライトニング。ライトニングの弱点である攻撃範囲の狭さがやや解消されている。
バカホーミング（黄+緑）
敵をサーチして若干弾道が曲がるフォース。弾も大きくなったが威力が低くなっている。
バクレツファイヤー（黄+赤）
敵に当たるかショットボタンを放すと爆発して炎を撒き散らすフォース。連射性が失われた代わりに単発の威力が向上している。
暴れん坊レーザー（青+青）
連射性が上がり、切れ目のなくなったライトニング。攻撃範囲の狭さは変わらず。
シャチョーレーザー（青+緑）
狙った敵にまとわりつくように発射されるライトニング。オートで敵を追尾し弾速も速く便利な武器だが、威力は低めで一度まとわりつくと撃破か撃ちなおすまで他の敵が狙えない。
ハラキリレーザー（青+赤）
非常に射程の短いレーザーソード。威力は非常に高く、一部の敵の攻撃をかき消す効果がある。
マキビシ弾（緑+緑）
弾が星型になったチェイサー。オートで敵を追尾し、敵が居ない時はプレイヤーをガードするように飛ぶ。弾速も向上しているが威力は低い。
ロンリーソウルファイヤー（緑+赤）
発射後、方向入力で自在にで操ることが出来るファイヤー。威力が高く、一部の敵の攻撃をかき消せる。
死ね死ねファイヤー（赤+赤）
射程が伸びたファイヤー。振り回すことで更に射程を伸ばせたり、単発の炎弾を飛ばすことも出来るようになっている。その代わり若干威力が下がっている。

#### 特殊攻撃
ジャンプアタック
レッドはボディアタック（横のみ）、ブルーはジャンプキック（斜め上・斜め下に打ち分け可）となる。
タックル
体全体に攻撃判定が発生する。攻撃判定は大きいがやや隙がある。
スライディング
食らい判定が小さく、攻撃しながら移動できて隙も少ない。
三角跳び
壁の方向（行き止まり）にジャンプした後、その壁を蹴って反対方向へジャンプ。
投げ
敵を任意の方向へ投げ飛ばす。ジャンプ中に空中投げしたり、敵の投げてくる爆弾を投げ返すことも可能。
ぶら下がり→蹴り上げ
一部の地形に下から接触することでぶら下がり状態になる。この状態からショット攻撃を行ったり、蹴り上げ攻撃を出しつつ足場の上へ登ることも可能。
防御
敵の攻撃からのダメージを半減する。
振りほどき
敵に掴まれた状態から脱出する。

## 設定

### ストーリー
かつて世界を破滅の寸前にまで追い込んだ伝説の破壊神「ゴールデンシルバー」は、激戦の末にガンスターズによって月に封印された。時は流れ、帝国と名乗る独裁国家の指揮官のグレイは、この強大な力を持つ伝説の破壊神を蘇らせるため、復活に必要な4つの秘石と箱舟を侵略による発掘で奪いはじめていた。そんな中、ゴールデンシルバーを封印した後に永い眠りについていたガンスターズの少年達は、偶然にも発掘作業にあたっていたDr.ブラウンによって発見され目覚める。蘇ったガンスターズのレッドとブルーとイエローから、過去に起こった悲劇的な戦いの話を聞かされたDr.ブラウンは、帝国から離反し彼らに協力することを約束する。世界を守るため、そしてゴールデンシルバーの復活を阻止するために、ガンスターズは再び立ち上がり帝国軍との新たな戦いが始まった。

### ステージ構成
全7ステージで、序盤のステージ1～4まではプレイヤーが任意でステージを選択できる。4ステージクリア後は一定の順序でファイナルステージまで進んで行く。またステージ6はシューティングゲームとなっている。ステージ途中に出現する中ボスやボスなどはライフが設定されており、画面上に表示される数値で残りライフがわかるようになっている。
ステージ1　古代遺跡
緑生い茂る古代遺跡の中を進んで行く。中盤のピラミッドの頂上では中ボスのブラボーマンと対決する。ボスはピンク、カイン、コタローの乗るピンキーローダー。
ステージ2　地下採掘所
Dr.ブラウンの改造した自走車に乗り、ノンストップの縦横に高速スクロールする坑道内を進んで行くステージ。ボスはセブンフォースを操るグリーン。ソルジャーフォース、テイルスフォース、タイガーフォース、アーチンフォース、ブラスターフォース、クラブフォース、イーグルフォースの7形態に変形して多彩な攻撃をしてくる。
ステージ3　空中戦艦
序盤は上方向に強制スクロールする中でビルの足場を登っていき、中盤は空中戦艦上での戦いとなる。ボスはG.I.オレンジ。小型プロペラ機のドラゴンフライ上での一対一で戦う。
ステージ4　スゴロク要塞
序盤はアクションステージで進み、要塞内部ではサイコロを投げて出た目の数だけ進むスゴロク形式となる。盤上で止まったパネルに応じた部屋へワープし、中の敵を倒すと盤上に戻る。アイテム部屋やメカを破壊するだけなどの部屋もある。なお、一度クリアしたパネルには再度同じ目に止まってもそのまま通過できる。ボスはブラック。ブラックビートステッパーに乗りサイコロを投げ、出た目の数だけ移動して足場のパネルの色に応じた多彩な攻撃を仕掛けてく。
ステージ5　ハイウェイバトル
さらわれたイエローを救出するため、夕日の中をひたすらザコだけを相手に進んで行くステージ。全階級のザコが出現するため攻撃は多彩である。ボスはスマッシュ大作。画面中を飛び回る飛行モードと、地上で戦うモードのそれぞれ計2回倒す必要がある。
ステージ6　シューティングステージ～セントラルシステム
月へと向かったグレイの搭乗する宇宙船「方舟」を追いかけるため、Dr.ブラウンの発掘した小型の高速宇宙艇に搭乗して戦うシューティングステージ。宇宙艇に乗って戦うため操作方法は通常とは異なるが、ショットは通常と同じ。
ステージ終盤は月面基地付近へ不時着する方舟へ乗り込み（通常のアクションへ戻る）、セントラルシステムに突入する。ボスはコアガードシステム。球状のパーツが合体し、3種類の形態（ユニット・オブ・ザ・ハンマー、ユニット・オブ・ザ・ドラゴン、ユニット・オブ・ザ・ランナー）で攻撃してくる。
ファイナルステージ　ボスラッシュ
月面基地上で、前半の4ステージで戦った敵幹部と順に再戦していくボスラッシュステージ。ただし幹部の攻撃内容はすべて初戦時と異なる。なお、このステージの画面レイアウトは、グレイや各幹部が月面基地の内部からガンスターズとの戦いをモニター越しに監視しているという構成となる。ボスは復活した伝説の破壊神ゴールデンシルバー。攻撃力が非常に高く、ライフの数値によって攻撃方法を変えてくる。本体を攻撃してもダメージを与えられない。弱点は空中に浮遊している4つの秘石。

## 登場キャラクター

### ガンスターズ（プレイヤー）
レッド
正義に燃える熱血漢。移動しながらの攻撃が可能だが、下要素への攻撃は空中でないとできず、固定の斜め撃ちができないためやや精密性を欠く。誘導弾系や短射程高威力系の武器を使用し、敵をパワーで押切り突き進むのに向いている初心者向けキャラ。ジャンプ攻撃はボディアタック。
ブルー
己の信じた道だけを歩むというクールタイプ。レッドとは正反対に攻撃しながら歩くことができないが、地上での下撃ちや足を止めた状態での固定の斜め撃ちなどが可能。そのため精密な攻撃に向いた上級者向けのキャラといえる。ジャンプ攻撃はキックで上下に撃ち分けが可能。

### ノンプレイヤーキャラクター
イエロー
ガンスターズの紅一点の女の子。戦闘能力を持たずゲーム中盤では帝国に拉致され人質にされる。グリーンの妹であり、帝国側に着いている兄を心配している。
Dr.ブラウン
元帝国の考古学者。ガンスターズを発掘したことをきっかけに帝国に離反し、ガンスターズへ協力することを約束した。地下採掘所の坑道ステージでは彼の改造した自走車を使って進んでいく。
原住民
古代遺跡ステージに住む原住民でイエローと仲が良い。体は小さいが団体行動で力を発揮し、中盤のステージ5では人質にされたイエローを見事救出する。

### 帝国軍（敵キャラクター）
ザコ
ゲーム中の至る所に出現する名前通りのザコ的の存在。色により強さが異なり、投げ技を使う者や、やや強い幹部クラスのザコ（ファントム）も存在する。
ピンク
帝国幹部の紅一点。ボディコン風の衣装を着ており、戦闘メカを操るコタロー（太っちょ）と銃器で直接攻撃してくるカイン（ノッポ）、2人の子分を連れている。
グリーン
元はガンスターズの一員であったが現在は何故か帝国に組している。多彩な形体に変形するメカの「セブンフォース」を操り肉弾戦闘もこなす。イエローの兄。
G.I.オレンジ
空中戦艦を指揮する帝国幹部の一人。筋骨隆々の大男だが見た目以上にスピードがある。
ブラック
帝国幹部の一人でスゴロク要塞なる奇妙な基地を持つ。卑怯者の小悪投。
スマッシュ大作
赤い軍服を着用している帝国幹部。伸びる脚部や背中のバーニアなどのギミックを体に仕込んでいる。彼はデモ画面のガンスターズの過去の戦いのシーンでも敵として登場している。
グレイ
秘石を集めて破壊神を蘇らせようとする帝国の最高指導者。ゲーム中では直接戦闘する機会はない。
ゴールデンシルバー
太古の技術で造られたという強大な力を持つ伝説の破壊神。本作の最終ボス。

## 他機種版
| No. | タイトル                                                                   | 発売日                                             | 対応機種                                           | 開発元          | 発売元         | メディア | 型式                                                                        | 備考                                                                               |
| --- | -------------------------------------------------------------------------- | -------------------------------------------------- | -------------------------------------------------- | --------------- | -------------- | --- | --------------------------------------------------------------------------- | ---------------------------------------------------------------------------------- |
| 1   | ガンスターヒーローズ                                                       | - 1995年3月24日                                    | ゲームギア                                         | エムツー        | セガ           | 4メガビットロムカセット                                                                                                  | G-3349                                                                      |                                                                                    |
| 2   | Classic Collection                                                         | - 1996年                                           | メガドライブ                                       | セガ トレジャー | セガ           | 16メガビットロムカセット                                                                                                 | MK-1199-50                                                                  | 日本国内未発売 『アレックスキッド 天空魔城』、『獣王記』、『フリッキー』と同時収録 |
| 3   | ガンスターヒーローズ                                                       | - 2004年12月17日                                   | Windows                                            | トレジャー      | メディアカイト | CD-ROM (セガゲーム本舗)                                                                                                  | -                                                                           |                                                                                    |
| 4   | SEGA AGES 2500 シリーズ Vol.25 ガンスターヒーローズ ～トレジャーボックス～ | - 2006年2月23日                                    | PlayStation 2                                      | エムツー        | セガ           | CD-ROM | SLPM-62712                                                                  |                                                                                    |
| 5   | ガンスターヒーローズ                                                       | - 2006年12月2日 - 2006年12月8日 - 2006年12月11日   | Wii                                                | トレジャー      | セガ           | ダウンロード (バーチャルコンソール)                                                                                      | - MAFJ - MAFE - MAFP                                                        | 2019年1月31日配信・発売終了                                                        |
| 6   | ガンスターヒーローズ                                                       | - INT 2009年6月10日                                | Xbox 360                                           | トレジャー      | セガ           | ダウンロード (Xbox Live Arcade)                                                                                          | -                                                                           |                                                                                    |
| 7   | ガンスターヒーローズ                                                       | - 2009年6月11日 - 2009年6月11日                    | PlayStation 3                                      | トレジャー      | セガ           | ダウンロード (PSN) | -                                                                           | 日本国内未発売                                                                     |
| 8   | ガンスターヒーローズ                                                       | - 2010年11月26日 - 2010年11月22日 - 2010年11月22日 | iPhone iPod touch (iOS)                            | トレジャー      | セガ           | ダウンロード | -                                                                           |                                                                                    |
| 9   | ガンスターヒーローズ                                                       | - 2011年1月26日 - 2011年1月26日                    | Windows (Steam)                                    | トレジャー      | セガ           | ダウンロード | - 71117                                                                     | 日本国内未発売                                                                     |
| 10  | Sega Mega Drive Classics Collection Vol. 4                                 | - 2011年2月4日                                     | Windows                                            | セガ            | セガ           | CD-ROM | -                                                                           | 日本国内未発売                                                                     |
| 11  | Sega Genesis Classic Collection - Gold Edition                             | - 2011年3月15日 - 2011年3月18日                    | Windows                                            | セガ            | セガ           | DVD-ROM | -                                                                           | 日本国内未発売                                                                     |
| 12  | Sega Genesis Classic Collection                                            | - 2011年3月25日 - 2011年3月25日                    | Windows (Steam)                                    | セガ            | セガ           | ダウンロード | -                                                                           | 日本国内未発売                                                                     |
| 13  | SEGA AGES 2500 シリーズ Vol.25 ガンスターヒーローズ ～トレジャーボックス～ | - 2012年9月19日                                    | PlayStation 3                                      | エムツー        | セガ           | ダウンロード (PlayStation 2アーカイブス)                                                                                 | NPJD-00012                                                                  |                                                                                    |
| 14  | 3D ガンスターヒーローズ                                                    | - 2015年6月24日 - 2015年8月20日 - 2015年8月20日    | ニンテンドー3DS                                    | エムツー        | セガゲームス   | ダウンロード (セガ3D復刻プロジェクト)                                                                                    | -                                                                           |                                                                                    |
| 15  | Sega Genesis Classics                                                      | 2018年5月29日 Switch 2018年12月7日 2018年12月6日   | Linux macOS PlayStation 4 Xbox One Nintendo Switch | d3t セガ        | セガ           | ダウンロード (Steam、PlayStation Store、 Microsoft Store、 ニンテンドーeショップ) BD-ROM Nintendo Switch専用ゲームカード | PS4 CUSA-10828 CUSA-09771 XBO INL-SE10663080 Switch HAC-P-AQGKB HAC-P-AQGKA | 日本国内未発売                                                                     |
| 16  | ガンスターヒーローズ Gunstar Heroes                                        | 2019年9月19日 2019年10月4日 2019年9月19日          | メガドライブ ミニ                                  | エムツー        | セガゲームス   | プリインストール | - HAA-2520 - MK-16000                                                       | 本体にあらかじめ収録されている42タイトルの中の一つ。                               |
| 17  | セガ メガドライブ for Nintendo Switch Online                               | 2021年10月26日                                     | Nintendo Switch                                    | 任天堂 エムツー | 任天堂         | ダウンロード | -                                                                           |                                                                                    |

### 主な移植版の特徴
ゲームギア版（GG版）
- 1人プレイ専用となり、一部のボスとステージのカットなどハードに合せた変更点がある、またハード制約上、スプライトのチラツキや処理落ちも多いが、全体的にオリジナル（メガドライブ版。MD版）をよく再現してあった。本作の開発はエムツー（M2）が担当した。なおサウンドの製作には崎元仁（後のベイシスケイプ代表取締役社長）が関わっていた。

PlayStation 2版
- トレジャー社がMD・GGで発売した数作品（本作・『ダイナマイトヘッディー』・『エイリアンソルジャー』）を収録したオムニバスソフト『SEGA AGES 2500 シリーズ Vol.25 ガンスターヒーローズ ～トレジャーボックス～』に収録。移植はGG版以来となるM2が今回はMD版も手掛ける。
- 本作に関しては商品タイトルになっていることもあり、海外版（メッセージが英語化されているのみ）、リプレイ機能、ギャラリーモード、開発者のコメント、スーパープレイ（達人レベルのプレイヤーによる難易度ハード、エキスパート設定によるノーコンティニュークリアプレイを再現できる）データなど数多くのモードや資料が収録されているほか、裏技を使用（セガの本作商品情報webサイトに方法が記載されている）する事でプレイ可能となる「シークレットタイトル」として、先述のゲームギア版および発売前に限られた外部向けへのサンプルとして制作された「プロトタイプ版」までもが収録されている。
- このほかオプションとしてスプライトのチラつきの有り無し（オリジナルに忠実なのは「有り」、見やすくなるのは「無し」）を実装。また、当時販売されていた周辺機器「復刻版セガサターンコントロールパッド for“PlayStation 2”」にも対応している。
- 2012年9月19日よりPlayStation 2アーカイブスにて配信開始。これによりPS2下位互換機能に対応していないタイプのPS3でも、この配信版に限ってプレイ出来るようになった。

※これ以降の機種はすべてMD版のみの移植作。すべてネット配信専用ソフトとなっている。 
Wii版
- バーチャルコンソールにて配信。バーチャルコンソールのサービスが開始される立ち上げ時から配信が開始され、10万ダウンロードを超えるヒットを記録した。上記表にて前述したとおり、2019年1月31日をもって配信・発売を終了（既に購入し記録媒体などに保存されているコンテンツについては、当面はプレイ可能）。

Xbox 360版
- Xbox Live Arcadeにてを配信。CO-OP（ネットワーク協力プレイ）に対応。

iOS（iPhone/iPod touch向け携帯アプリ）版
- iPhone/iPod touch向けの携帯アプリとして配信（350円）。販売はSega America。操作はタッチスクリーン上に表示のバーチャルパッドで行うが、設定により傾きセンサーでも操作できる。Bluetooth機能を使用して2人同時プレイも可能。Bluetooth機能を使用するため、起動にはiPhone、iPod touchの第2世代以降OS3.x以上が必要。

ニンテンドー3DS版
- 「セガ3D復刻プロジェクト」第2期7作目タイトル。正式名称は『3D ガンスターヒーローズ』。移植は再びM2が担当。
- 3D復刻プロジェクトの基本仕様である「裸眼立体視対応」・「オリジナル版を極限まで再現する移植」「当時の雰囲気を再現するオプション設定」を実装。これに加え、ゲームシステムに新モード「フルスペック」を追加。このモードではゲーム中に登場する14種の武器を任意のタイミングで切り替えることが可能で、レッドとブルーをゲーム中いつでも簡単に変更可能に出来る（攻撃モードを随時変更出来る事と同意）。なお2人同時プレイも可能だが、2機の3DSそれぞれにソフトをインストールする必要がある。

## スタッフ
- メイン・プログラマー：YAIMAN（八井田満）
- エネミー・プログラマー：1993/NAMI（菅波秀幸）
- トレジャー・ロゴ・プログラマー：石田和彦
- クール・キャラクター・クリエイター：HAN（菊池哲彦）
- 背景美術：IUCHI 6（井内洋）
- 音楽：半沢紀夫
- サウンド・デザイン：村田智
- スペシャル・サンクス：HIROMI、NORIKO、鈴木勝彦、進藤要
- スーパーバイザー：前川正人

## 評価
メガドライブ版
- ゲーム誌『ファミコン通信』のクロスレビューでは8・8・7・6の合計で29点（満40点）になっている [14]。

- ゲーム誌『メガドライブFAN』の読者投票による「ゲーム通信簿」での評価は以下の通りとなっており、25.3点（満30点）となっている[28]。

| 項目 | キャラクタ | 音楽 | お買得度 | 操作性 | 熱中度 | オリジナリティ | 総合 |
| 得点 | 4.5        | 4.0  | 4.3      | 4.2    | 4.3    | 4.1            | 25.3 |

- ゲーム本『メガドライブ大全』（2004年、太田出版）では、「アイデア溢れるボスとの戦いは、まさにクライマックスの連続。確かな技術力に裏打ちされたハイスパートなアクションがメガドラユーザーを唸らせ、トレジャー伝説を打ち立てた作品」、「難易度を高くすると、敵が大幅に手加減してくれていたことが分かります。（中略）ダッシュ、スライディング、飛び蹴り、投げ技といった使い道のなかった技から、さらなる可能性が開けるのです」、「『作り手からの挑戦状』というコトバに尽くされない、『匠の技』と『匠の目』の両方ともに恵まれたメガドライブは、なんと幸せに包まれたハードでしょう」と評している[29]。

ゲームギア版
- ゲーム誌『ファミコン通信』のクロスレビューでは6・4・6・6の合計で22点（満40点）になっている [15]。

- ゲームムック『懐かしのメガドライブ  蘇れメガドライバー !!』（2018年、マイウェイ出版）では、「次々と画面内に現れる敵を倒していく爽快感は激アツ」、「ボスのライフが数値で表示され、撃ち込み中にその数値がグングン減っていくのが視覚的にわかって気持ち良い。ダイナミックなデカキャラが多関節を動かしまくりながら激しい攻撃を仕掛けてくるという、メガドライブのパワーを発揮しまくった演出は最高の一言だ」と評されている[2]。

## ガンスタースーパーヒーローズ
2005年10月6日に携帯ゲーム機のゲームボーイアドバンス用ソフトとして発売された続編。ストーリーや世界観は前作の未来を舞台としたものとなっており、登場キャラクターもゴールデンシルバー以外は同一名でも別人物である。ゲーム自体は前作のリメイク（アレンジ移植）的なものとなっている。
ゲームシステムの主な変更点は以下の通り。
- ステージ中で入手できるアイテムはハート（ライフ回復）と得点のみ。武器アイテムの入手及び合成はなく、あらかじめ装備した3種類の武器（内一種はレッドとブルーで別）から使い分けて進む。また、全ての武器で、専用のゲージを消費することで強力な「バズーカ」を放てる。
バルカン
レッド専用。弾体が丸く、また僅かに拡散するため、その分レーザーより攻撃範囲が広い。
バズーカを発動した場合、巨大な砲撃を連続して放つ。
暴れん坊レーザー（あばれんぼう - ）
ブルー専用。バルカンより弾体が細く、攻撃範囲が狭いが、その分攻撃力と貫通性に優れる。
バズーカを発動した場合、射程の短い極太のレーザーブレードを発生させる。
バクレツファイヤー
レッド・ブルー共通。敵との接触や一定距離で爆裂、周囲に拡散する。
バズーカを発動した場合、目の前に巨大な爆発を巻き起こす。
シャチョーレーザー
レッド・ブルー共通。直角に曲がりながら敵を追尾するホーミングレーザー。レーザーの色が緑（前作のチェイサーと同色）になっている。
バズーカを発動した場合、発射された巨大な弾が次々と敵目がけて飛び回る。
- ショットタイプはプレイヤー選択時に決めるのではなく、従来のFREE SHOT（移動しながら進行方向に撃つ）とFIXED SHOT（移動せずその場に位置を固定して撃つ）、そして新たに加わった射角を固定しつつ移動（後ろに打ちつつ前進など）するタイプとを随時使い分ける。
- 特殊攻撃では「投げ」がなくなり、代わりに目の前を薙ぎ払う「ソード」が追加。ソードは特定の敵弾を切り消すことが可能。
- 1つのステージがいくつかのエリアに区切られ、1度クリアしたステージやエリアからいつでも再プレイが可能。ステージ途中のエリアの場合、その時点のライフの量も記録される。またハイスコアとクリアタイムも、各ステージ毎とエリア毎にレコードされる。
- 往年のセガ（後のセガ・インタラクティブ）のゲームを再現したエリア（『アフターバーナー』、『フリッキー』、『サンダーブレード』、『ギャラクシーフォース』）を各所に挿入。また、前半4ステージの前に、プロローグとなるステージが追加されている。
- 敗北してゲームオーバーになるとセーブデータを抹消するとされる「ファイルクラッシャー」なる敵が登場し、ゲーム中では、ゲームオーバーになる前にソフトリセットや電源オフしてセーブ抹消を回避するよう警告するメッセージが表示される。しかし、実際には「ファイルクラッシャー」に敗北してもセーブデータが抹消されることはない。ちなみに、公式サイトでもこの敵が紹介されていたが、セーブデータを抹消する説明に続いて「しかし、・・・・ (以下、都合により削除)」と言葉を濁していた。